# Planurile Bruce-Partington
Planurile Bruce-Partington (în engleză The Adventure of the Bruce-Partington Plans) este una dintre cele 56 povestiri scurte cu Sherlock Holmes ale lui Sir Arthur Conan Doyle și a treia povestire din volumul Ultima reverență (respectiv a patra în edițiile americane ale acestui volum).
Ea a fost publicată în revista Strand Magazine din decembrie 1908, cu ilustrații de Arthur Twidle, apoi în volumul "Ultima reverență" (în engleză His Last Bow) editat în anul 1917 de John Murray din Anglia. Doyle a clasificat "Planurile Bruce-Partington" pe locul 14 în lista celor 19 povestiri favorite cu Sherlock Holmes. 

## Rezumat

### Misterul inițial

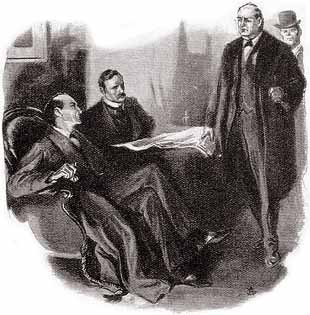
Mycroft Holmes vizitându-şi fratele.

Monotonia unor zile cețoase din Londra este întreruptă de o vizită neașteptată a fratelui lui Sherlock Holmes, Mycroft. El sosește pe 221B Baker Street pentru a-i expune detectivului o gravă problemă de stat: cu trei zile mai înainte fuseseră sustrase de la Arsenalul Regal din Woolwich planurile submarinului Bruce-Partington. Aceste planuri reprezentau un secret militar, conferind un avantaj militar considerabil Marii Britanii în caz de război naval ca urmare a tehnologiei de vârf folosite. Cheile seifului erau păstrate de doi înalți funcționari britanici de cea mai mare încredere: Sir James Walter și Sidney Johnson, ambii excluși de orice bănuială. 
Arthur Cadogan West, un funcționar mărunt al arsenalului, a fost găsit mort de-a lungul unei linii de metrou din apropiere de Stația de metrou Aldgate, având asupra sa 7 planuri ale submarinului din cele 10 planuri sustrase. Cele trei foi lipsă erau cele mai importante și permiteau inamicilor construirea submarinului. Mycroft îi cere fratelui său să găsească foile lipsă și să clarifice împrejurările morții lui Cadogan West (principalul suspect al furtului) pentru a-și salva patria. 

### Rezolvare

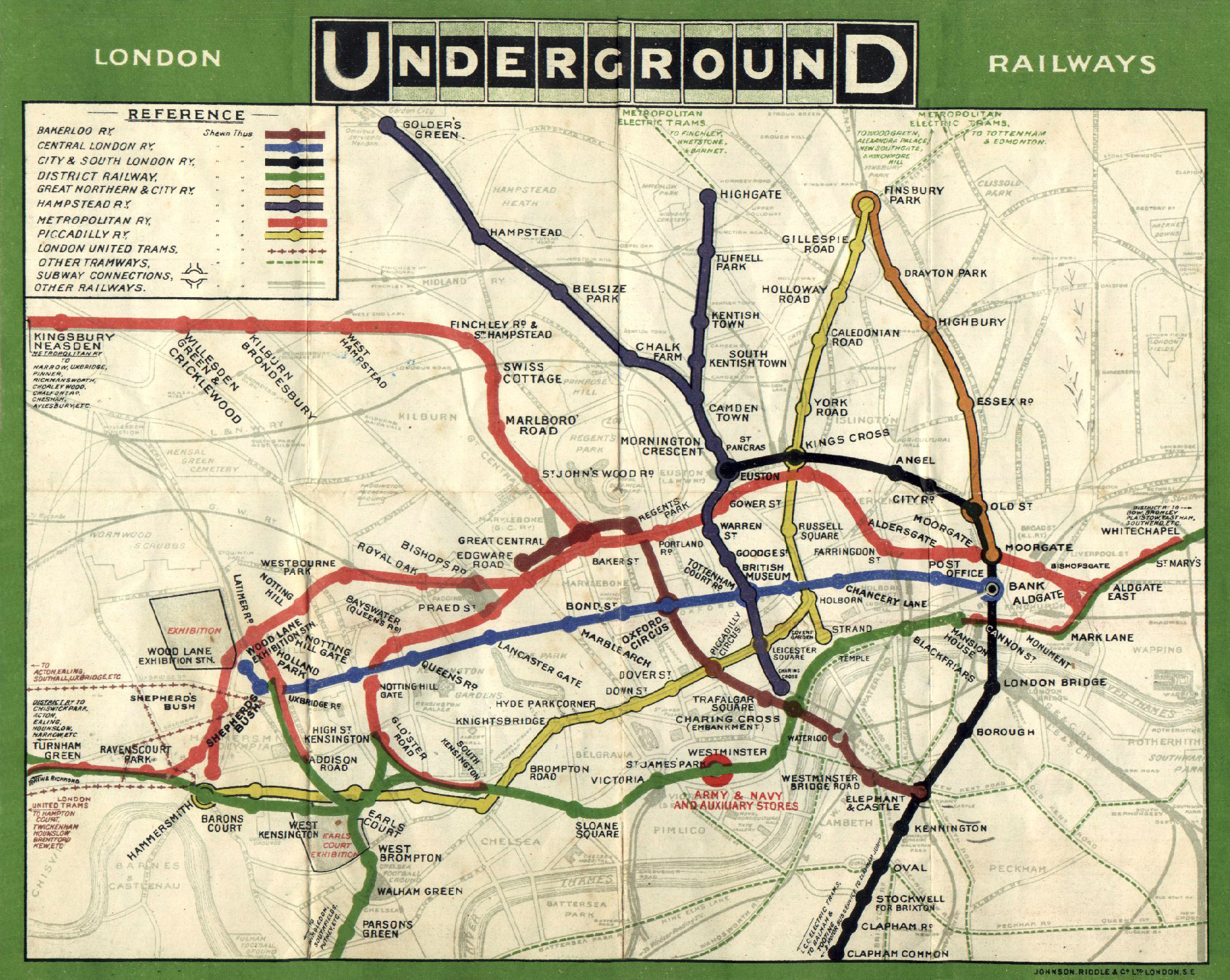
Harta metroului londonez din 1908 cu liniile districtuale și metropolitane, având stația Aldgate în partea dreapta și Kensington în stânga jos

Sherlock Holmes începe prin a cerceta locul unde a fost găst corpul zdrobit al lui Cadogan West. În buzunarele mortului s-au găsit două bilete de teatru și bani, dar niciun bilet de metrou. Pare evident că funcționarul, care se afla într-un tren de noapte, a fost ucis de o altă persoană care i-a aruncat apoi corpul pe fereastră. Totuși, inspectorul Lestrade, care-i însoțește pe Holmes și Watson, afirmă că a cercetat toate vagoanele fără a găsi urme de sânge sau urme ale unei lupte. Holmes remarcă faptul că trupul funcționarului a fost găsit în apropierea unui macaz, după ieșirea dintr-un tunel, unde linia de metrou era curbă. El deduce astfel că corpul victimei se afla pe acoperișul trenului și a căzut când metroul a efectuat un viraj. 
Holmes decide să-l viziteze pe Sir James Walter, care era însărcinat cu paza documentelor. Totuși, află că el a murit aparent în urma unui atac de cord de rușine că și-a pierdut onoarea când au fost furate documentele, după cum susține fratele său, colonelul Valentine Walter.
Logodnica lui Cadogan West, Violet Westbury, le oferă mai multe informații. Ea susține că logodnicul ei era un mare patriot, demn de încredere, dar de o săptămână părea preocupat și și-a exprimat temerea că există riscul ca planurile submarinului să cadă în mâini străine. Then, on the night in question, as the two of them were walking to the theatre, near his office, he dashed off, never to be seen again.

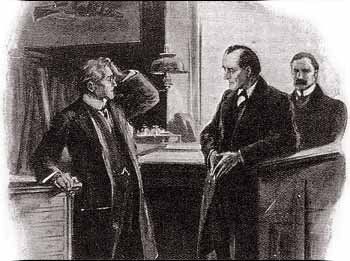
Sidney Johnson vorbind cu Holmes.

Holmes merge apoi la biroul de unde fuseseră furate documentele. Sidney Johnson, funcționarul șef, îi spune lui Holmes că el a fost cel care a închis seiful, în care a pus cu mâna lui planurile. Cel care a furat planurile trebuia să aibă o dublură a trei chei (de la clădire, de la birou și de la seif), dar nu s-a găsit nicio dublură asupra corpului lui Cadogan West și doar Sir James avea toate cele trei chei. Johnson menționează că una dintre cele șapte pagini găsite conținea un amănunt considerat indispensabil pentru construirea submarinului. Holmes descoperă că cineva de afară putea să vadă ce se întâmpla în birou, chiar dacă obloanele erau trase. 
După ce pleacă de la arsenal, Holmes află că funcționarul de la stația de metrou cea mai apropiată de birou își amintește că-l văzuse pe Cadogan West în seara în chestiune. El era foarte grăbit și tulburat și a luat un tren către London Bridge.
Detectivul ajunge pe strada Baker, unde îl așteaptă o telegramă de la Mycroft. Sherlock îi ceruse fratelui său să-i comunice numele și adresele principalilor spioni existenți la Londra. Pe această listă, Holmes găsește un agent străin pe nume Hugo Oberstein, a cărui locuință se afla de-a lungul liniilor de metrou. După căderea nopții și după ce se asigură că locuința spionului era pustie, Holmes și Watson pătrund prin efracție și găsesc suficiente indicii care demonstrează că aici s-a aflat corpul lui Cadogan West, acesta fiind lăsat pe acoperișul trenului de pe o fereastră ps sub care trecea metroul. Holmes descoperă că Oberstein comunica cu un necunoscut prin intermediul unor aanunțuri de mică publicitate date de un oarecare Pierrot în Daily Telegraph. În ziarul de a doua zi, Holmes dă un anunț asemănător cu celelalte, invitându-l pe necunoscut să se întâlnească la casa lui Oberstein în aceeași seară. 

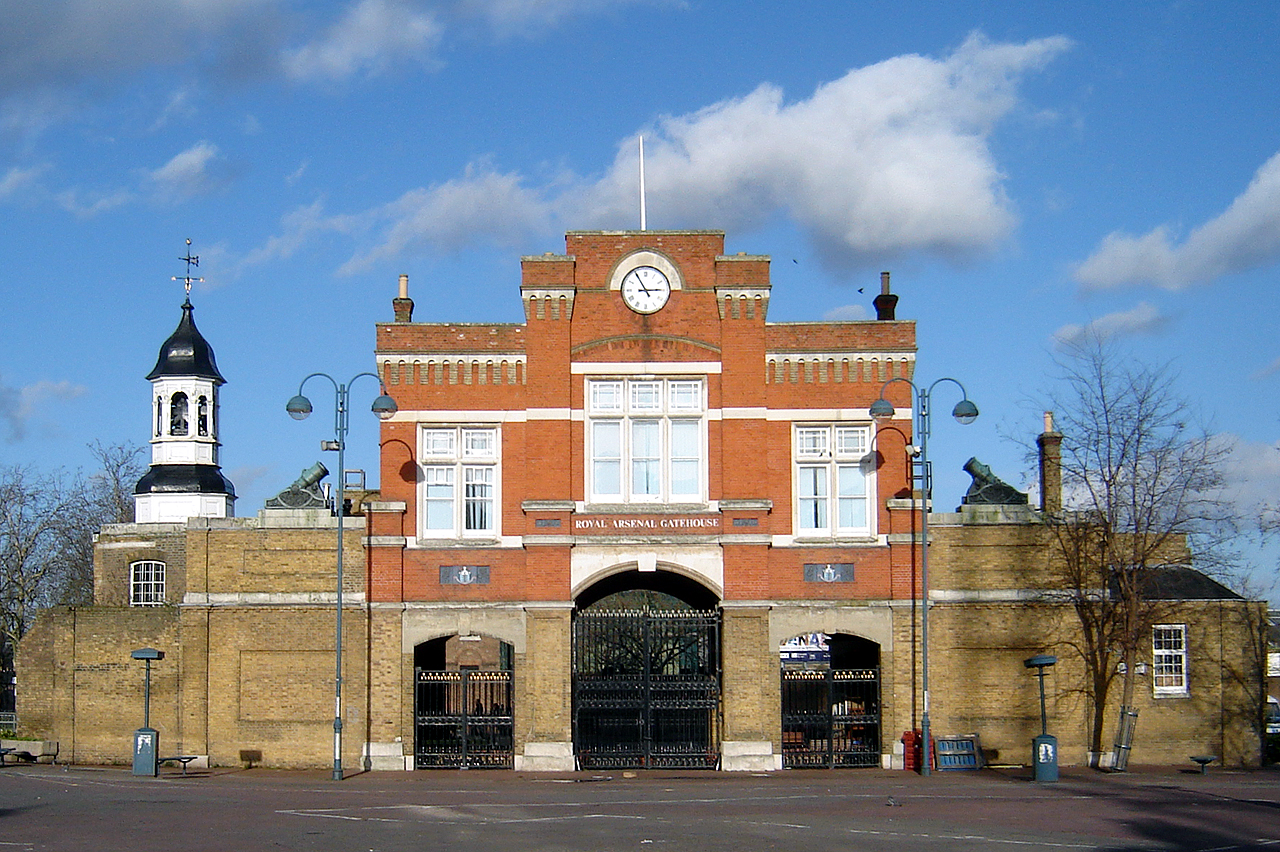
Poarta de intrare în Arsenalul Regal Woolwich. (februarie 2007)

Mycroft, Sherlock, Watson și Lestrade îl așteaptă pe necunoscut în apartamentul lui Oberstein și-l prind în capcană. Trădătorul se dovedește a fi colonelul Valentine Walter, care se dovedește a fi cel care a furat planurile. 
Explicația finală, construită grație deducțiilor lui Holmes și a mărturisirilor hoțului, este următoarea. Colonelul pierduse mulți bani în urma speculațiilor bursiere; el a făcut dubluri după cheile fratelui său și a furat planurile pentru a le vinde lui Oberstein pentru 5.000 lire sterline. Arthur Cadogan West îl bănuia deja pe colonel. În seara furtului, Cadogan West trecea cu logodnica prin fața clădirii din Woolwich, pentru a se duce la teatru. Zărind ceva suspect, tânărul s-a uitat prin fereastră și a descoperit furtul documentelor. Fiind vorba de fratele lui Sir James Walter, Cadogan West nu a vrut să dea alerta imediat și l-a urmărit pe hoț până la apartamentul lui Oberstein. Abia intrase și dăduse spionului planurile submarinului, când a sosit Cadogan West. Oberstein l-a omorât pe acesta lovindu-l în cap cu pistolul. Pentru a scăpa de corpul funcționarului, Oberstein l-a plasat pe acoperișul unui vagon de metrou când acesta a oprit sub fereastra sa, punând în buzunar 7 din cele 10 planuri pentru ca bănuielile poliției să cadă asupra lui West. 
Holmes îl convinge pe colonelul Walter să-i întindă o capcană lui Oberstein, scriindu-i să vină în Anglia pentru a lua încă o foaie pe care se află desenat un element indispensabil. Colonelul și spionul sunt arestați în holul hotelului Charing Cross, planurile fiind recuperate. Cei doi sunt judecați și condamnați. Oberstein este condamnat la 15 ani de închisoare, iar colonelul Valentine Walter moare în închisoare, în al doilea an de detenție. Holmes primește un ac de cravată cu smarald din partea reginei  Victoria (ea nu este identificată prin nume, dar reiese din explicațiile date de Holmes că e vorba de suverană) pentru eforturile sale.

## Personaje
- Sherlock Holmes
- doctorul Watson
- Mycroft Holmes - fratele mai mare al lui Sherlock Holmes, revizor contabil la unele departamente guvernamentale britanice
- Inspectorul Lestrade - inspector la Scotland Yard
- Arthur Cadogan West - funcționar la Arsenalul Marinei
- Miss Violet Westbury - logodnica lui Arthur Cadogan West
- Sir James Walter - înalt funcționar guvernamental la Arsenalul Marinei
- Colonelul Valentine Walter - fratele lui Sir James Walter
- Sidney Johnson - înalt funcționar guvernamental la Arsenalul Marinei
- Hugo Oberstein - spion internațional

## Comentariu

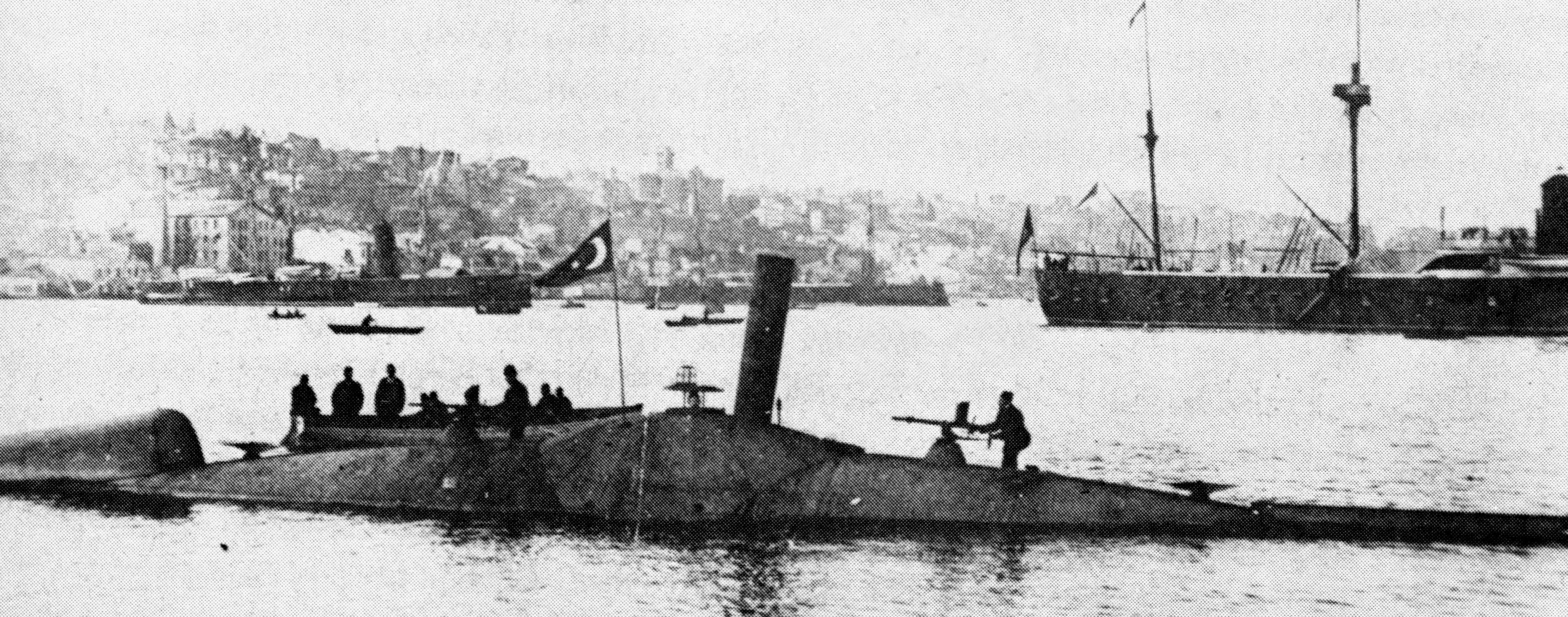
Submarinul otoman Abdülhamid (1886) - proiectat de Nordenfelt - a fost primul submarin din lume care a tras cu o torpilă în timp ce se scufunda. El și nava soră, Abdülmecid (1887), au fost construite pe bucăți de Des Vignes (Chertsey) și Vickers (Sheffield) în Anglia și au fost asamblate la Șantierul Naval Tașkızak din Istanbul, Turcia.

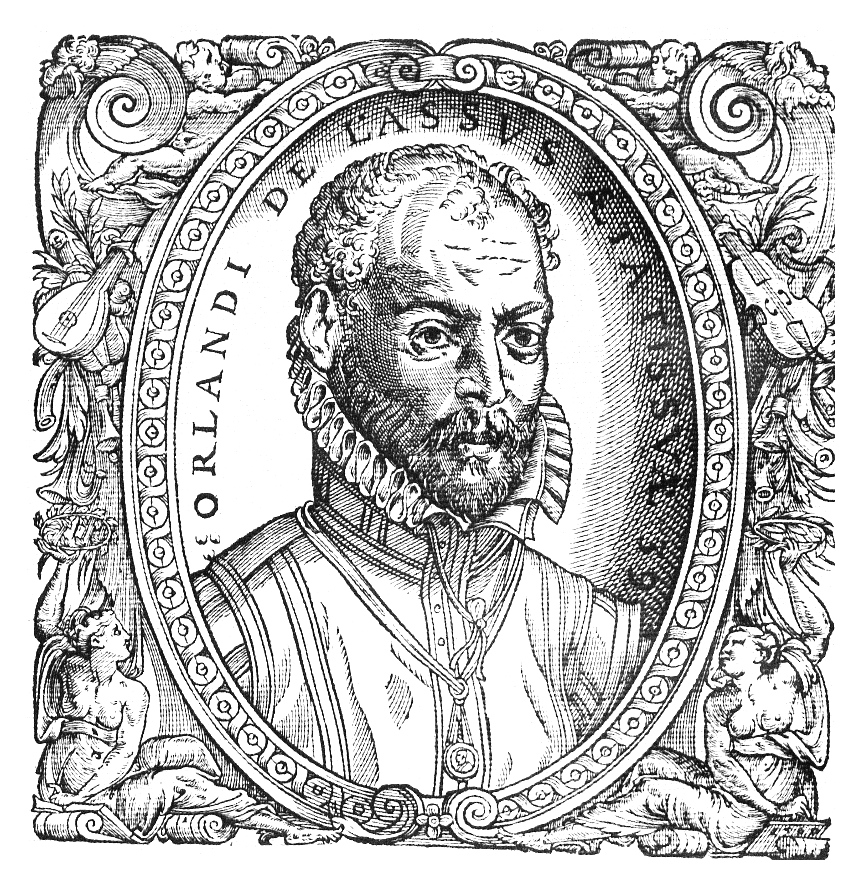
Compozitorul Orlande de Lassus din sec. al XVI-lea, pentru a cărui activitate și-a manifestat Holmes un intens interes

Această povestire cu Sherlock Holmes este una dintre cele patru în care este menționat fratele lui Holmes, Mycroft. Mycroft apare ca personaj principal în "Traducătorul de greacă" și în această povestire. El apare ca personaj secundar în "Ultima problemă" (în calitate de birjar al lui Watson) și este doar menționat în "Casa pustie". În această povestire, cititorii află că slujba guvernamentală a lui Mycroft este cu mult mai importantă decât o descrisese Holmes în "Traducătorul de greacă". Holmes chiar spune că fratele său este uneori Guvernul britanic. 
În această povestire se precizează că Holmes scrie "o monografie cu privire la moteturile polifonice ale lui Lassus", care este "descrisă de experți ca fiind ultima analiză a acestui subiect". Conan Doyle introduce acest detaliu, aproape irelevant în cadrul povestirii, într-un efort aparent de a-i conferi personajului său o imagine de intelectual multilateral - contrară imaginii  de detectiv cu o singură preocupare, interesat doar de ceea ce este relevant pentru profesia sa, cum s-a susținut la începutul romanului Un studiu în roșu. Doyle a început să introducă astfel de elemente la începutul celui de-al doilea roman cu Holmes, "Semnul celor patru". Aceste introspecții au servit scopului de a-l face pe Holmes mai apropiat de un gentleman victorian, cu preocupări largi, care erau proprii unui profesionist de clasă înaltă și mai puțin unui specialist de clasă medie. În prima scenă din "Semnul celor patru", Holmes este descris, după ce și-a injectat cocaină, ca lecturând "un volum vechi cu litere negre".  În concluzia povestirii "Un caz de identitate", Holmes citează un poet persan (iranian). În "Stea-de-Argint", Holmes apare ca parior în cursele de cai. În "Tratatul naval", Holmes cade în reverie privind un trandafir, în cursul căreia el susține conceptul de creație inteligentă, deși doar din punct de vedere moral și nu ca un principiu științific. În aceeași povestire, el îi prezintă lui Watson valorile sociale ale școlilor. Și în scena de început a povestirii "Ochelarii de aur", Holmes este descris ca descifrând textul original al unui palimpsest.
Hugo Oberstein este unul dintre puținele personaje secundare din povestirile cu Holmes care revine într-o a doua povestire. El apare mai întâi în Cea de-a doua pată ca unul dintre cei trei spioni capabili să pună mâna pe un document dispărut al Ministerului de Externe.  
Watson își termină povestirea cu precizarea că Oberstein a fost condamnat la 15 ani de închisoare. Atât crima, cât și trădarea/spionajul erau infracțiuni capitale în Era Victoriană. Tratamentul indulgent aplicat aici sugerează - deși nu este indicat în mod explicit - că Oberstein și-a salvat viața prin dezvăluirea anumitor secrete aflate în posesia sa, ceea ce prefigurează tratamentul agenților germani în Sistemul Double Cross din cel de-al Doilea Război Mondial. 
Povestirea poate fi considerat o precursoare stranie a romanelor de spionaj, care nu se dezvoltase încă într-un gen de sine stătător. Tema furtului de secrete militare de către o putere ostilă a fost un element important al afacerii Dreyfus, care tulbura Franța în momentul scrierii și era un subiect major al știrilor din lumea întreagă.
Referirea la "submarinul Bruce-Partington", în a cărui "raza de operare" ar deveni imposibil un război naval, prefigurează importanța critică pe care războiul submarin și-o va dovedi în războaie mondiale viitoare. Sensul atacurilor submarinului asupra ambarcațiunilor de suprafață nu este făcut deloc clar, fiind un secret militar bine păzit.

## Elemente din viața reală
În cazul povestirii "Planurile Bruce-Partington", fundalul include două infracțiuni diferite recente la data scrierii (1908). În 1905, o femeie tânără, Maria Money, a fost găsită moartă pe șinele de cale ferată din Londra; ea a fost victima unui atac. Ucigașul ei nu a fost niciodată găsit. Această moarte este reflectată în moartea aparentă a Cadogan West pe liniile de metrou. Apoi, în 1907, bijuteriile Coroanei Irlandeze au fost furate din Castelul Dublin cu o zi înainte ca Regele Eduard al VII-lea să efectueze o vizită de stat care necesita însemnele regalității. Nici această infracțiune nu a fost niciodată rezolvată - și a dus la concedierea vărului lui Conan Doyle, Arthur Vicars.
Conan Doyle a combinat evenimente din viața reală într-o nouă versiune. Unul dintre principalii suspecți ai furtului bijuteriilor Coroanei Irlandeze era Frank Shackleton, un individ dubios al cărui frate era cunoscutul explorator polar Sir Ernest Shackleton, care ajunsese în anul precedent la 90 de mile de Polul Sud. S-a remarcat faptul că Frank Shackleton este model pentru colonelul Valentine Walters, omul care i-a ajutat pe spioni să fure planurile în "Planurile Bruce-Partington". Fratele său este un funcționar public cu o probitate mare, Sir James Walters (care moare de rușine atunci când își dă seama ce a făcut Valentine). Dar este vorba de mai mult decât de această legătură ciudată. În 1875, cariera unui erou militar britanic (și prieten al prințului de Wales) s-a încheiat în dizgrație. Colonelul Valentine Baker, fratele renumitului vânător și explorator african, Sir Samuel Baker, primul om alb care a găsit Lacul Albert, a fost condamnat ca urmare a unui atac indecent asupra unei femei și a fost scos din armata britanică (ulterior el a servit în Armarta Egipteană). Asaltul a avut loc într-un vagon de cale ferată și relația colonelului Baker cu Prințul de Wales - mai târziu regele Eduard al VII-lea - a dus la căderea lui în dizgrația regelui care a fost victima furtului bijuteriilor Coroanei Irlandeze. Rezultatul pare greu de înțeles pentru cititorul care nu este conștient de ea, dar arată cât de complex era Conan Doyle în construcțiile sale literare.

## Adaptări teatrale și cinematografice
Această povestire a servit ca sursă de inspirație pentru al 26-lea film cu Sherlock Holmes (filmat în 1922) din seria de filme mute cu Eille Norwood.
Povestirea "Planurile Bruce-Partington" a fost adaptată în 1965 pentru un episod (episodul 9) al serialului TV Sherlock Holmes (realizat de BBC) cu actorii Douglas Wilmer și Nigel Stock. 
O nouă adaptare a fost realizată în 1968 pentru un episod (episodul 4) al serialului german de televiziune Sherlock Holmes (realizat de Westdeutscher Rundfunk Köln) cu actorii Erich Schellow (Sherlock Holmes) și Paul Edwin Roth (dr. Watson). 
Ea a fost adaptată ulterior într-un episod din 1988 al serialului TV Întoarcerea lui Sherlock Holmes cu Jeremy Brett în rolul lui Holmes și Edward Hardwicke în rolul dr. Watson. Această versiune diferă de textul original arătând că moartea lui West a fost accidentală, iar, după capturarea lui Oberstein, colonelul Walter este lăsat să "dispară" astfel ca să poată fi folosit și în prinderea altor spioni.
O serie de patru filme de televiziune produse la începutul anilor 2000 i-au avut în rolurile principale pe Matt Frewer ca Sherlock Holmes și Kenneth Welsh ca Dr. Watson. Unul dintre aceste filme, The Royal Scandal, a adaptat povestirea "Scandal în Boemia" și a combinat-o cu "Planurile Bruce-Partington."
"The Great Game", cel de-al treilea episod al serialului TV din 2010 Sherlock, folosește mai multe povestiri ale lui Doyle ca surse de inspirație, printre care și "Planurile Bruce-Partington". Episodul împrumută multe elemente din povestirea originală și este actualizat la epoca modernă. Victima de aici este un funcționar MI6 pe nume Andrew West, asemănător cu cel al victimei din povestire. Multe alte indicii, cum ar fi un bilet de tren neutilizat și urme de sânge pe un pervaz, sunt de asemenea folosite.

## Traduceri în limba română
- Planurile Bruce-Partington - în volumul "Aventurile lui Sherlock Holmes. Vol IV" (Colecția Adevărul, București, 2010) - traducere de Emilia Oanță
- Planurile Bruce-Partington - în volumul "Aventurile lui Sherlock Holmes. Vol IV" (Colecția Adevărul, București, 2011) - traducere de Emilia Oanță